# NGC 1351
NGC 1351 is een elliptisch sterrenstelsel in het sterrenbeeld Oven. Het hemelobject werd op 19 oktober 1835 ontdekt door de Britse astronoom John Herschel. NGC 1351 ligt in de buurt van NGC 1351A en maakt deel uit van de kleine Fornaxcluster, die 58 sterrenstelsels bevat.

## Synoniemen
- PGC 13028
- ESO 358-12
- MCG -6-8-22
- FCC 83